# Khande Rao Holkar
Maharajkumar Khande Rao Holkar o Khande I Rao Holkar (1723 o 1724-1754) fou un general maratha, únic fill de Malhar Rao Holkar i de Gautama Bai. Fou hereu del seu pare des de la designació dels béns com a hereditaris el 20 de gener de 1734.
Es va casar amb deu dones, sent l'esposa principal la maharani Ahalya o Ahilya Bai de nom complet Shrimant Akhand Soubhagyavati Devi Shri Ahilya bai Sahib Holkar, filla de Mankoji Rao Scindia i va tenir un sol fill, Male Rao Holkar, que va succeir al seu avi com a subadar de Malwa amb seu a Maheshwar. La seva esposa (que vers el 1755 es va casar de segones amb el subadar Tukoji I Rao Holkar) fou regent entre 1767 i la seva mort el 13 d'agost de 1795.
Els marathes dirigits per Malhar i Jayappa Scindia van atacar als jats de Suraj Mal al fort de Kumher el 20 de gener de 1754 i el van assetjar. La lluita va seguir uns mesos. Durant la campanya va morir Khande Rao Holkar, el fill de Malhar Rao Holkar, quan va rebre un tret des del fort mentre inspeccionava les tropes en palanquí (15 de març de 1754); nou de les seves dones van cometre sati. Malhar Rao va quedar molt afectat per la mort del seu únic fill, i va buscar revenja, prometent tallar el cap del maharajà Suraj Mal i tirar la fortalesa al riu Jamuna després de destruir-la, i va augmentar la pressió sobre el fort; però les diferències amb Jayappa Sindhia el van portar finalment a signar un tractat de pau el 18 de maig de 1754.